# Red Pill Blues
Red Pill Blues (레드 필 블루스)는 마룬파이브의 여섯 번째 정규 음반이다. 2017년 11월 발매되었다.

## 수록곡
Best 4 You
3:59
What Lovers Do (feat. SZA)
3:19
Wait
3:10
Lips On You
3:36
Bet My Heart
3:16
Help Me Out (feat. Julia Michaels)
3:13
Who I Am (feat. LunchMoney Lewis)
3:03
Whiskey (feat. A$AP Rocky)
3:30
Girls Like You
3:35
Closure
11:28
Denim Jacket
3:52
Visions
3:50
Plastic Rose
3:42
Don't Wanna Know (feat. Kendrick Lamar)
3:34
Cold (feat. Future)
3:54

## 제작진

### 마룬 5
- 애덤 리바인 - 보컬, 기타, 이그제규티브 프로듀싱, 작사작곡, 마룬 5 구성원
- 제시 카마이클 - 리드 및 리듬 기타, 키보드, 마룬 5 구성원
- 마이클 매든 - 베이스 기타, 마룬 5 구성원
- 제임스 발렌타인 - 리드 기타, 백 보컬, 마룬 5 구성원
- 맷 플린 - 드럼, 타악기, 추가 보컬, 마룬 5 구성원
- 피제이 모턴 - 키보드, 신디사이저, 마룬 5 구성원
- 샘 패러 - 기타, 베이스 기타, 백 보컬, 프로듀싱, 마룬 5 구성원

### 그 외
- SZA - 피처링 보컬
- 켄드릭 라마 - 피커링 보컬
- 노아 "메일박스" 패소보이

## 차트 성적
- 미국 빌보드 200: 2위

## 판매량
- 스웨덴: 골드
- 미국: 골드